# Mala Novska Rujiška
Mala Novska Rujiška (szerbül: Мала Новска Рујишка), falu Bosznia-Hercegovinában, Bosanska krajina területén, Novi Grad községben, a Szerb Köztársaságban. 

## Fekvése
Bosznia-Hercegovina nyugati részén, Banja Lukától légvonalban 66, közúton 100 km-re nyugatra, községközpontjától légvonalban 13, közúton 17 km-re délre, a Vojskova folyó felső folyásától keletre elterülő erdős, vízfolyásokkal szabdalt dombvidéken, 150 - 400 méteres tengerszint feletti magasságban található. Keleti határa egészen a Japra folyóig terjed. Több, kis településből áll.

## Népessége
| Nemzetiségi csoport | Népesség 1991 | Népesség 2013 |
| ------------------- | ------------- | ------------- |
| Szerb               | 571           | 429           |
| Bosnyák             | 0             | 0             |
| Horvát              | 0             | 2             |
| Jugoszláv           | 1             | 0             |
| Egyéb               | 1             | 1             |
| Összesen            | 573           | 432           |

## Története
A térség 1537-ben Blagaj várának elestével került török kézre. A település 1878-ig tartozott az Oszmán Birodalomhoz, ekkor a berlini kongresszus határozata alapján az Osztrák-Magyar Monarchia része lett. 1879-ben az első osztrák-magyar népszámlálás során Novi község részeként az akkor még egységes Rujiškán 137 házat és 887 ortodox szerb lakost számláltak. Később Rujiška területét Mala és Velika Rujiškára osztották fel. Mala Rujiškának a Bosanska Krupai járáshoz tartozó, kisebb, nyugati része Mala Krupska Rujiška, míg a Bosanski Novi járáshoz tartozó, nagyobb, keleti része a Mala Novska Rujiška nevet kapta. A monarchia szétesésével 1918-ben előbb a Szerb-Horvát-Szlovén Királyság, majd 1929-től a Jugoszláv Királyság része. Jugoszlávia megszállása után a falu a Független Horvát Állam (NDH) része lett. 1945-től a település a szocialista Jugoszlávia része volt. A Bosznia-Hercegovinában zajló polgárháború idején a település a Boszniai Szerb Köztársaság része volt. A daytoni békeszerződést követő területfelosztásnál a település, Novi Grad község részeként a Szerb Köztársaság területéhez került.

## Nevezetességei
- Szent Konstantin császár és Szent Ilona császárnő tiszteletére szentelt ortodox temploma.